# Lac Aigneau
Lac Aigneau är en sjö i Kanada.   Den ligger i regionen Nord-du-Québec och provinsen Québec, i den östra delen av landet, 1 400 km norr om huvudstaden Ottawa. Lac Aigneau ligger 234 meter över havet. Arean är 31 kvadratkilometer. Den sträcker sig 12,6 kilometer i nord-sydlig riktning, och 4,1 kilometer i öst-västlig riktning.
Omgivningarna runt Lac Aigneau är i huvudsak ett öppet busklandskap. Trakten runt Lac Aigneau är nära nog obefolkad, med mindre än två invånare per kvadratkilometer.